# 杭州四一一事变
杭州四一一事变（中国共产党称为杭州四一一反革命政变），是1927年4月11日浙江杭州发生的中国国民党右派针对中国共产党的“清党”。

## 简介
1927年4月初，清党开始。4月6日，浙沪戒严司令部副司令兼浙江军事厅长周凤岐从北伐战争前线调两个营来杭州；杭州公安局长章烈赴上海请示，获蒋介石授意的“以实力革除共产党”的密令，于4月10日回到杭州，4月10日当晚即宣布杭州全城戒严，开始实施事变计划。
面对危局，中共杭州地委及中国国民党浙江省党部的中共党员开会商讨应急措施，但为时已晚。4月11日，章烈指挥大批军警分别封锁包围中国国民党浙江省党部、中国国民党杭县党部、杭州总工会、学生联合会等公开机关及若干事先侦得的中共人员住宅进行搜捕。两天内，共有30多名从事公开活动的中国共产党党员和亲共人士被逮捕，《民国日报》、《浙江民报》被勒令停刊，不少知名的中国共产党党员被通电缉捕。章烈命各区署派军警，除了“随时将区内各工会严密监视外，如有共党分子潜匿情事，一经查获，即行拘案解局严惩”，还宣布共党分子“一律不受法律之保护”。军警还占领沪杭甬铁路闸口机厂工会及机织、铁工产业总工会会所，以及虎林、纬成等工厂。
4月12日，蒋介石在上海发动四一二事变后，杭州形势更紧张。左派的党、政、工、学组织遭到取缔，右派的各类组织纷纷成立，中国共产党、中国共产主义青年团及工会组织遭严重破坏，许多中国共产党党员和左派人士被捕遇害。4月14日，宣中华在上海龙华火车站被捕，4月17日被处决。仅两个月时间，中共杭州地委所属党员仅余1200多人。中共杭州地委决定暂不作公开斗争，各基层支部转入地下，平时露面多的党员或到工厂农村隐蔽，或到外地躲蔽，并派专人到嘉兴、宁波、上海等地传递消息。
杭州四一一事变发生后，中共杭州地委及下属党组织大多因遭受严重破坏而转入地下，许多中国共产党党员、中国共产主义青年团团员与组织失去联系，有的因被通缉或身份已暴露而转移或隐蔽起来，也有部分党员、团员陆续脱离组织。
1927年6月、7月间，中共浙江省委成立。不久便遭当局破获，省委书记张秋人等人被逮捕。1928年初，因遭人举报，中共宁波地委遭当局破获，又一批中共人员被逮捕。